# Burgstall Niedersenftenberg

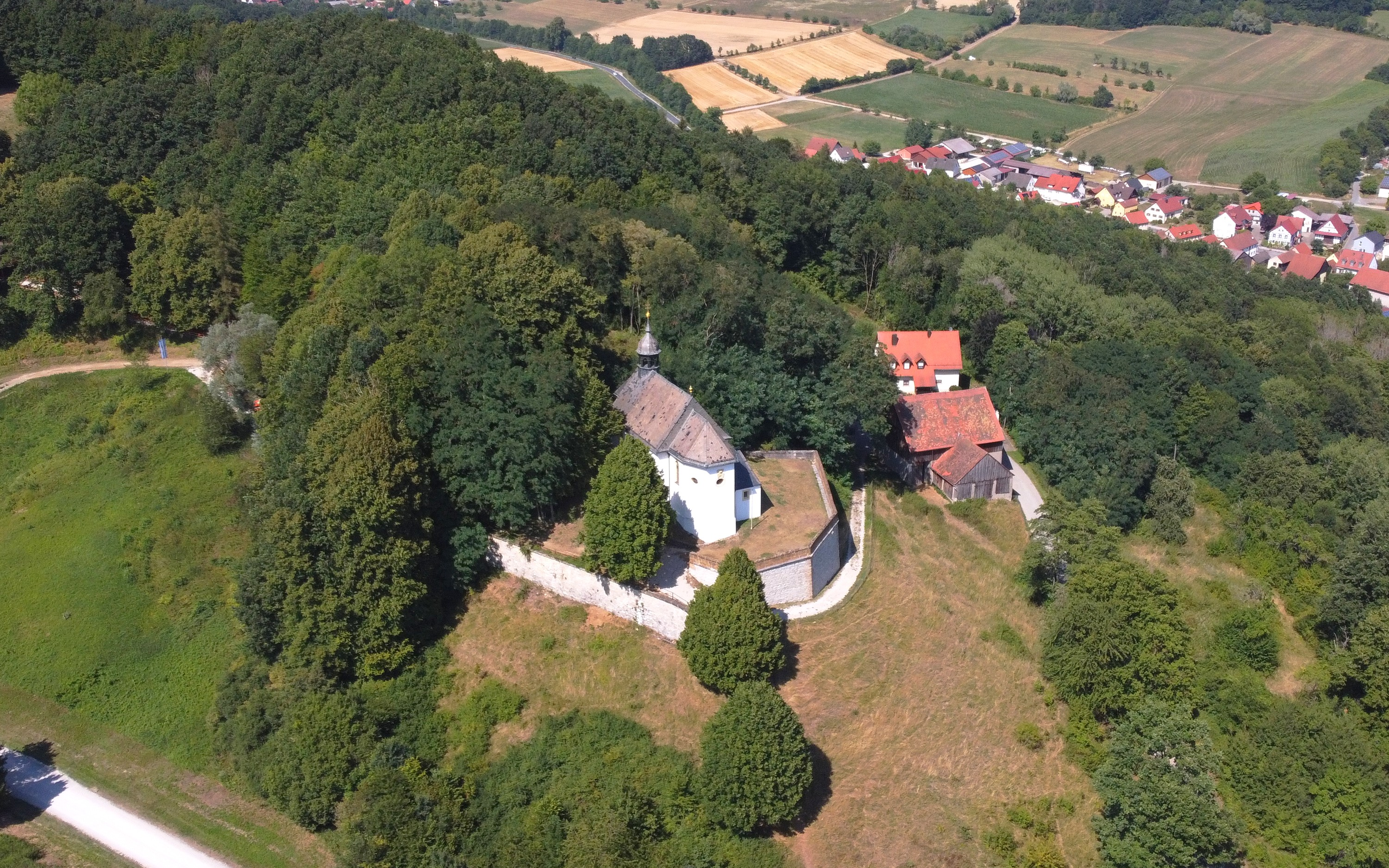
Luftbild des Burgstalles Niedersenftenberg mit St.-Georgs-Kapelle.

Der Burgstall Niedersenftenberg ist eine abgegangene Spornburg auf dem Senftenberg bei 401,1 m ü. NN im heutigen Ortsteil Senftenberg der Gemeinde Buttenheim im Oberfränkischen Landkreis Bamberg in Bayern.
In der zweiten Hälfte des 13. Jahrhunderts erbauten die Edelfreien von Schlüsselberg, Besitzer der Burg Obersenftenberg, eine zweite Burg auf dem Senftenberg mit dem Namen Niedersenftenberg, die 1295 mit Vogt Ulrich von Senftenberg und 1296 mit Vogt Konrad von Senftenberg urkundlich erwähnt wurde. 1525 wurde die Burg Niedersenftenberg im Bauernkrieg zerstört und 1723 abgetragen.
Auf dem heutigen Burgstall mit nur noch geringen Graben- und Mauerspuren befindet sich die Sankt-Georgs-Kapelle. Die Burgstelle ist als Bodendenkmal D-4-6132-0095 „Archäologische Befunde im Bereich des mittelalterlichen Burgstalls mit ehemaliger Vorburg und im Bereich der frühneuzeitlichen Katholischen Kapelle St. Georg mit mittelalterlichem Vorgängerbau auf dem Niedersenftenberg bei Gunzendorf“ vom Bayerischen Landesamt für Denkmalpflege erfasst.